# Stöde IF
Stöde Idrottsförening, Stöde IF är en idrottsförening i Stöde, Västernorrlands län. Herrlaget spelar i Division 2 Norrland (säsongen 2021).  Föreningen har 500 medlemmar och utöver fotbollsverksamheten har Stöde IF skidor och tennis på programmet.  Stöde IF:s herrlag har tidigare spelat främst i de lägre divisionerna i Medelpads distrikt men efter att klättrat i seriesystemet från division 5 till division 3 på tre år (till säsongen 2012) har klubben etablerat sig högre upp i seriesystemen.  Klubben är ansluten till Medelpads Fotbollförbund. 

## Stöde IP
Stöde idrottsplats heter lagets hemmaarena. Idrottsplatsen består av en 11-mannaplan av gräs samt en 11-mannaplan i grus.  Utöver fotbollsplanerna finns det två tennisbanor.